# Camille Dahlet
Camille Dahlet (Saverne, 21 de juliol de 1883 -Brumath, 28 de desembre de 1963) fou un religiós i polític alsacià. Pastor protestant, milità en el nacionalisme alsacià dins el Partit Republicà Radical i Radical-Socialista francès, amb el que el 1928 fou escollit adjunt a l'alcalde d'Estrasburg i diputat per Saverne, pel Parti progressiste («Fortschrittspartei»).
El 1928 també participà com a observador amb el bretó Maurice Duhamel al Congrés de les nationalitats organitzat a Ginebra per la Societat de Nacions, però aquest congrés fou a poc a poc controlat pels nacionalsocialistes alemanys. Això i la deriva prohitleriana de bona part del moviment nacionalista alsacià el va fer prendre distàncies i el 1936 es va integrar en el grup dels Independents d'Acció Popular, d'inspiració socialcristiana.
El 10 de juliol de 1940 va votar a favor de concedir plens poders al mariscal Philippe Pétain i abandonà tota activitat política. Segons Marie-Joseph Bopp refusà voluntàriament a treballar amb els nazis, segons Robert Heitz són els alemanys qui malfien d'ell i el confinen a treballar en la seva farmàcia.
Tot i que el nacionalisme alsacià va quedar fortament desacreditat per la seva col·laboració amb el Tercer Reich, en acabar la guerra va intentar continuar la seva carrera política, però només va assolir un 3% dels vots a les eleccions legislatives de 1956.